# Liste der Biografien/Kue
Liste der Biografien |
Portal Biografien |
Personensuche
# |
A |
B |
C |
D |
E |
F |
G |
H |
I |
J |
K |
L |
M |
N |
O |
P |
Q |
R |
S |
T |
U |
V |
W |
X |
Y |
Z |
?
 
Ka |
Kb |
Kc |
Kd |
Ke |
Kf |
Kg |
Kh |
Ki |
Kj |
Kl |
Km |
Kn |
Ko |
Kp |
Kr |
Ks |
Kt |
Ku |
Kv |
Kw |
Ky |
Kx |
Kz
 
Kua |
Kub |
Kuc |
Kud |
Kue |
Kuf |
Kug |
Kuh |
Kui |
Kuj |
Kuk |
Kul |
Kum |
Kun |
Kuo |
Kup |
Kuq |
Kur |
Kus |
Kut |
Kuu |
Kuv |
Kuw |
Kux |
Kuy |
Kuz
Die Liste der Biografien führt alle Personen auf, die in der deutschsprachigen Wikipedia einen Artikel haben. Dieses ist eine Teilliste mit 101 Einträgen von Personen, deren Namen mit den Buchstaben „Kue“ beginnt.

## Kue
- Kue Na († 1385), König von Lan Na

### Kuea
- Kueanun Junumpai (* 1999), thailändischer Fußballspieler

### Kueb
- Kuebart, Arnt (* 1969), deutscher General
- Kuebart, Hans-Jörg (1934–2018), deutscher General und Inspekteur der Luftwaffe
- Kuebart, Jan, deutscher LuftwaffenoffizierJan Kuebart

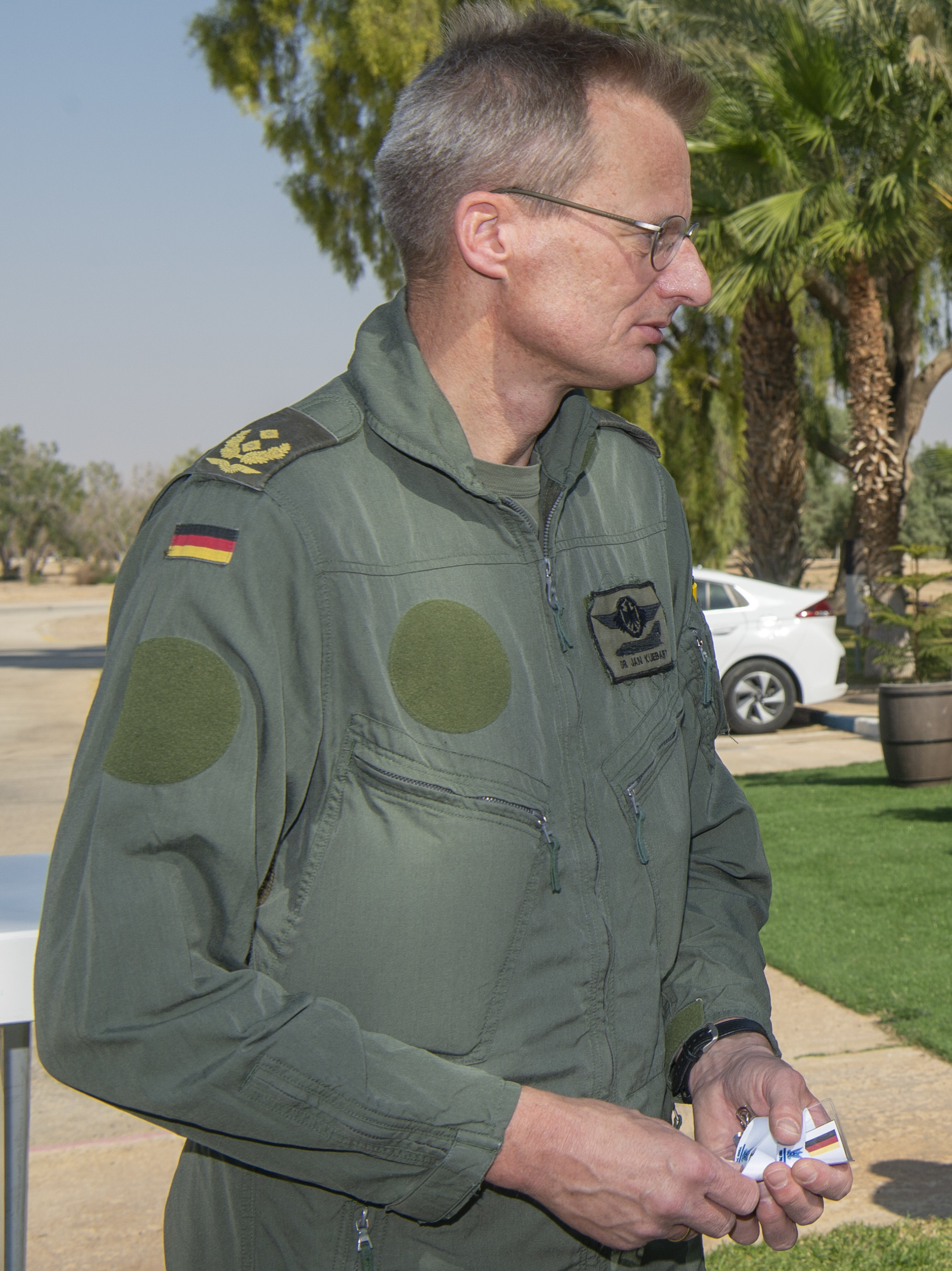
Jan Kuebart

- Kuebart, Reinhold (1879–1937), deutscher Bildhauer
- Kuebart, Wilhelm (1913–1993), deutscher Offizier der Wehrmacht, Beteiligter an der Vorbereitung des Attentats vom 20. Juli 1944
- Kuebel, Barbara (* 1969), österreichische Künstlerin
- Kueber, Philip (1934–2009), kanadischer Ruderer

### Kuec
- Kuechly, Luke (* 1991), US-amerikanischer American-Football-Spieler

### Kued
- Kuedorf, Anna von († 1576), deutsche Schwester des Zisterzienserordens

### Kuef
- Kueffer, Sue (* 1954), australische Fünfkämpferin und Hochspringerin
- Kuefstein, Franz Seraphin von (1794–1871), österreichischer Gesandter und Hofbeamter, Mitglied im Herrenhaus
- Kuefstein, Hans Lorenz von († 1547), österreichischer Adeliger und Landuntermarschall von Niederösterreich
- Kuefstein, Johann Anton von (1688–1745), kaiserlicher Generalfeldwachtmeister, Stifter einer Nebenlinie der Greilenstein’schen Linie
- Kuefstein, Johann Ferdinand I. von (1688–1755), österreichischer Graf, Diplomat und Statthalter von Niederösterreich
- Kuefstein, Johann Ludwig von († 1656), Diplomat und Romanübersetzer der Barockzeit, Landeshauptmann von Oberösterreich

### Kueg
- Kuegler, Dietmar (1951–2022), deutscher Publizist, Verleger und Autor
- Kuegler, Sabine (* 1972), deutsche, im Dschungel aufgewachsene Schriftstellerin

### Kueh
- Kuehl, Gotthardt (1850–1915), deutscher MalerGotthardt Kuehl (1850–1915)

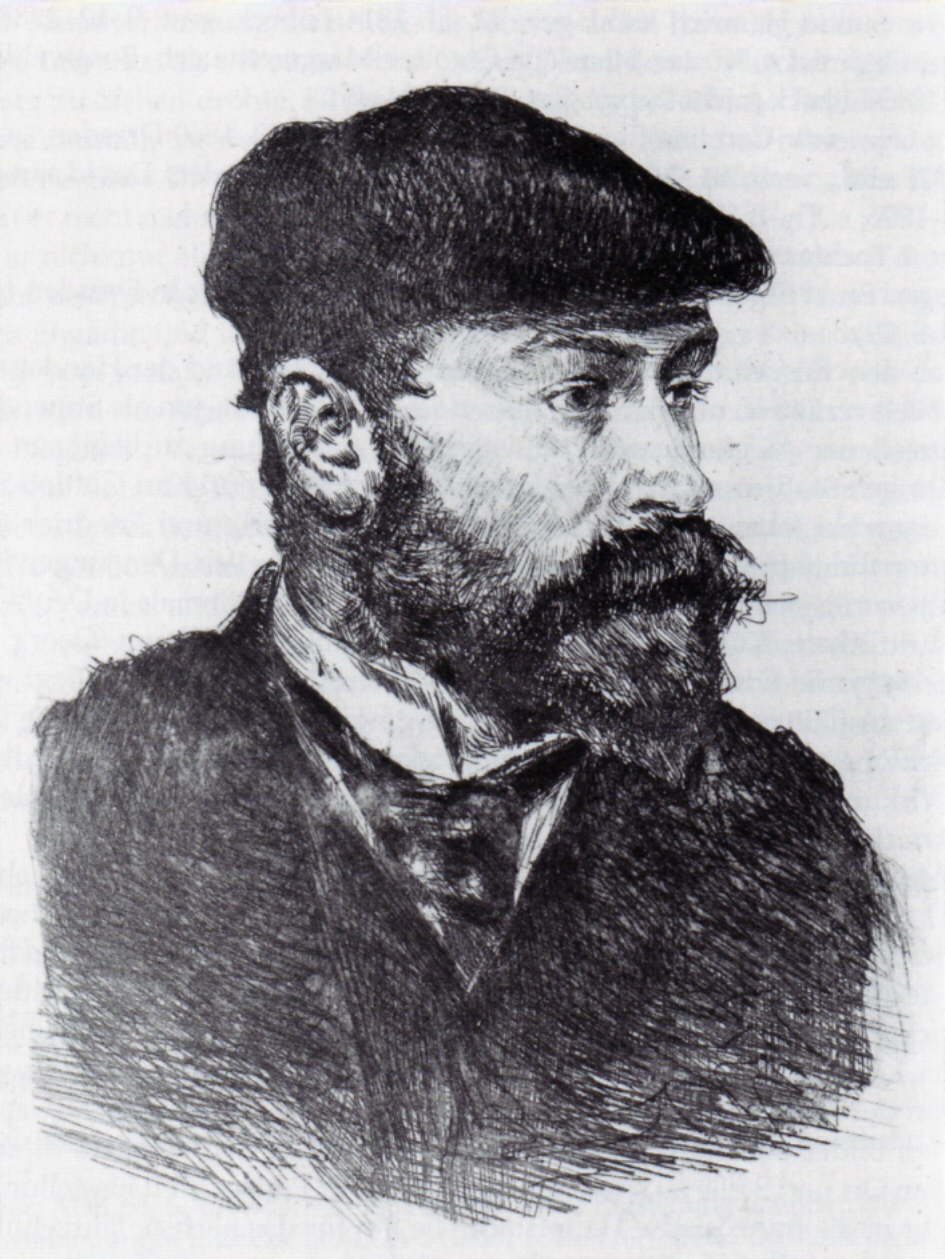
Gotthardt Kuehl (1850–1915)

- Kuehl, Sheila (* 1941), US-amerikanische Politikerin und Schauspielerin
- Kuehl, Waddy (1893–1967), US-amerikanischer American-Football-Spieler
- Kuehling, Susanne, deutsche Ethnologin, Anthropologin
- Kuehn, Andrew J. (1937–2004), US-amerikanischer Filmproduzent, Regisseur und Pionier auf dem Gebiet der Filmtrailer
- Kuehn, Gary (* 1939), US-amerikanischer Grafiker und Bildhauer
- Kuehn, Jo (1945–2023), österreichischer Maler, Grafiker und Scherenschnittkünstler
- Kuehn, Louis (1901–1981), US-amerikanischer Wasserspringer
- Kuehn, Louis (1922–2008), französischer römisch-katholischer Bischof von Meaux
- Kuehn, Michel (1923–2012), französischer Geistlicher, römisch-katholischer Bischof von Chartres
- Kuehne, Max (1880–1968), US-amerikanischer Maler deutscher Abstammung
- Kuehnelt-Leddihn, Erik von (1909–1999), österreichischer katholischer Publizist
- Kuehs, Wilhelm (* 1972), österreichischer Schriftsteller

### Kuem
- Kuemper, Darcy (* 1990), kanadischer Eishockeyspieler

### Kuen
- Kuen von Belasy, Johann Jakob († 1586), Erzbischof von Salzburg
- Kuen, Andreas (* 1995), österreichischer Fußballspieler
- Kuen, Eduard (1850–1905), deutscher Politiker
- Kuen, Eva (* 1968), italienische Schauspielerin, Regisseurin und Sängerin
- Kuen, Felix (1936–1974), österreichischer Bergsteiger
- Kuen, Fidel (1803–1878), deutscher Verwaltungsbeamter
- Kuen, Franz Anton (1679–1742), Bildhauer des Barock
- Kuen, Franz Martin (1719–1771), deutscher Maler
- Kuen, Heinrich (1899–1989), deutsch-österreichischer Romanist und Sprachwissenschaftler
- Kuen, Markus († 1565), Bischof von Olmütz
- Kuen, Maximilian (* 1992), österreichischer Radrennfahrer
- Kuen, Michael († 1686), österreichischer Architekt und Stadtbaumeister von Bregenz
- Kuen, Michael (1709–1765), deutscher Regularkanoniker und Schriftsteller
- Kuën, Paul (1910–1997), deutscher Opernsänger (Charaktertenor)
- Kuenburg, Ehrenfried von (1573–1618), Bischof von Chiemsee
- Kuenburg, Franz Ferdinand von (1651–1731), Bischof von Laibach; Erzbischof von Prag
- Kuenburg, Gandolf (1841–1921), österreichischer Politiker
- Kuenburg, Gandolf Ernst von (1737–1793), Bischof von Lavant (1790 bis 1793)
- Kuenburg, Georg von (1530–1587), Erzbischof von Salzburg
- Kuenburg, Johann Christoph von (1697–1756), Weihbischof in Passau
- Kuenburg, Johann Sigmund von (1659–1711), Fürstbischof von Lavant, Fürstbischof von Chiemsee
- Kuenburg, Karl Joseph von (1686–1729), Fürstbischof von Seckau, Fürstbischof von Chiemsee
- Kuenburg, Marcellina von (1883–1973), deutsche Psychologin, Kinder- und Jugendtherapeutin und Heilpraktikerin
- Kuenburg, Max Gandolf von (1622–1687), Erzbischof von SalzburgMax Gandolf von Kuenburg (1622–1687)

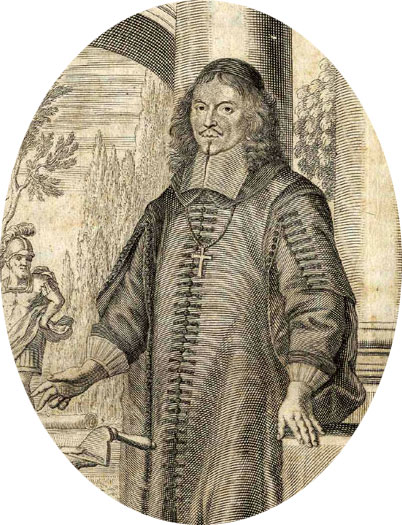
Max Gandolf von Kuenburg (1622–1687)

- Kuenburg, Michael von (1514–1560), Erzbischof von Salzburg
- Kuenburg, Polykarp von (1633–1675), österreichischer Geistlicher, Bischof von Gurk (1675 bis 1696)
- Kuenburg, Wilhelm (1800–1870), Titulargraf und Politiker
- Kuenburg-Stolberg, Bertha von (1845–1924), deutsch-österreichische Schriftstellerin
- Kuenda, Bonga (* 1942), angolanischer Popsänger und Liedschreiber
- Kuene van der Hallen, Konrad († 1469), deutscher Dombaumeister und Bildhauer
- Kuene van Franckenberg, Johann, Dombaumeister am Kölner Dom
- Kuenen, Abraham (1828–1891), protestantischer Theologe
- Kuenen, Donald Johan (1912–1995), niederländischer Biologe
- Kuenen, Johannes Petrus (1866–1922), niederländischer Physiker
- Kuenen, Philip Henry (1902–1976), niederländischer Geologe
- Kuenheim, Eberhard von (* 1928), deutscher Unternehmer (BMW)
- Kuenheim, Haug von (* 1934), deutscher Journalist und Publizist
- Kuenheim, Hendrik von (* 1959), deutscher Manager
- Küenle, Heinz-Uwe (1948–2024), deutscher Mathematiker
- Kuenlin, Franz (1781–1840), Schweizer Politiker und Autor
- Kuenrath, Melanie (* 1999), deutsch-italienische Fußballspielerin
- Kuenstler, Frank (1928–1996), US-amerikanischer Schriftsteller, Künstler und Filmemacher
- Kuentz, Charles (1897–2005), deutscher Kriegsveteran des Ersten Weltkriegs
- Kuenyehia, Akua (* 1947), ghanaische Juristin und Richterin am Internationalen Strafgerichtshof
- Kuenz, Hermann (* 1959), österreichischer Politiker (ÖVP), Landtagsabgeordneter in Tirol
- Kuenz, Martina (* 1994), österreichische Ringerin
- Kuenzer, Dominikus (1793–1853), deutscher katholischer Priester und Abgeordneter
- Kuenzer, Hermann Emil (1872–1946), deutscher Verwaltungsjurist und Ministerialbeamter
- Kuenzer, Richard (1875–1945), deutscher Jurist und Diplomat
- Küenzlen, Gottfried (* 1945), deutscher Religions- und Kultursoziologe, Theologe und Professor
- Küenzlen, Walther (1913–1999), württembergischer evangelischer Pfarrer und Autor

### Kuep
- Kuepach, Ferdinand von (1549–1613), tirolerischer Adliger, österreichischer Rat, Viertelhauptmann an der Etsch und stellvertretender Landeshauptmann von Tirol
- Kuepach, Oskar Edler von (1881–1946), deutscher Verwaltungsjurist und Bezirksamtmann in Vohenstrauß

### Kuer
- Kuersche (* 1967), deutscher Singer-Songwriter und Produzent
- Kuerten, Gustavo (* 1976), brasilianischer TennisspielerGustavo Kuerten (* 1976)

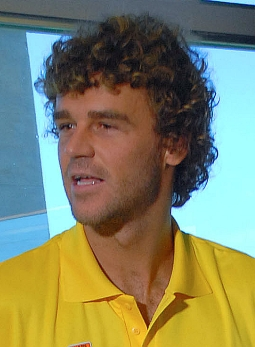
Gustavo Kuerten (* 1976)

- Kuerten, Luiz (1946–2015), brasilianischer Politiker
- Kuerti, Anton (* 1938), kanadischer Pianist, Musikpädagoge und Komponist österreichischer Herkunft

### Kues
- Kues, Hermann (* 1949), deutscher Politiker (CDU), MdB
- Kues, Simone (* 1976), deutsche Rollstuhlbasketballspielerin
- Kües, Ursula (* 1958), deutsche Mikrobiologin
- Kuessner, Dietrich (1934–2024), deutscher evangelischer Theologe und Historiker
- Kuessner, Hinrich (* 1943), deutscher Politiker (SPD), MdV, MdL, MdB
- Kuester, John (* 1955), US-amerikanischer Basketballspieler und -trainer
- Kuester, Martin (1958–2024), deutscher Anglist

### Kuet
- Kuetemeyer, Johann Hermann (1769–1854), deutscher Lokalpolitiker, Rechtsanwalt sowie Hof- und Lehnsrat
- Kuetey, Laure (* 1971), beninische Sprinterin
- Kuetgens, Felix (1890–1976), deutscher Museumsdirektor
- Kuettner, Joachim P. (1909–2011), deutsch-amerikanischer Physiker, Raumfahrtingenieur